# 영국 철도 스프린터
영국 철도 스프린터(영어: British Rail Sprinter)는 영국 철도 시스템에서 사용되는 디젤 동력분산식 전동차(DMU)으로, 1980~1990년대 초에 영국 철도 엔지니어링(BREL), 메트로-캐멀, 레이랜드에서 제작하였다. 시골 지선부터 주요 도시로 향하는 통근 급행 노선까지 영국 거의 모든 지역에서 운행되고 있다.

## 개요
스프린터에는 150, 151, 153, 154, 155, 156, 158, 159 등급이 포함된다. 대부분은 보이트제 유압 변속기가 장착된 커민스 엔진을 사용하나, 158의 47대에는 퍼킨스제 엔진이 장착되어 있다.
1980년대 초, 브리튼 철도(BR)는 수십 년 동안 다양한 디자인으로 제작된 1세대 DMU를 대량으로 운영하였다. 하지만 이 부문의 운영에 대한 장기 전략을 수립하는 과정에서 안전과 비용을 적절히 고려하여 1세대를 계승할 차세대 DMU를 개발하고 도입할 가능성을 검토하였다.
개념 단계에서 두 가지 별도의 접근 방식이 고안되었다. 하나는 조달과 유지 관리, 운영 비용의 최소화를 우선시하는 접근법이었으며, 다른 하나는 장거리 노선에 있어 기존 차량 대비 우수한 성능을 제공할 수 있는 보다 실질적인 DMU였다. 후자 유형을 위해 개발된 초기 사양은 당시로서는 비교적 파격적인 것이었는데, 최대 속도 90mph(145km/h), 현대 EMU와 호환되는 가속도, 기존 EMU와 여러 대를 연결·작동할 수 있는 기능, 승객을 위한 통과 접근을 용이하게 하는 기능, 압력 환기 기능, 다른 고장난 장치를 지원할 수 있는 기능, 3·4량으로 구성되는 기능을 요구하였다.
브렐(BREL)과 메트로-캠멜이라는 두 회사가 최초의 스프린터인 Class 150/0과 Class 151을 위해 3량 편성 객차 시제품 2편성을 제작하였다. 

## 사진
- 아리바 레일 노스 150/1
- 케올리스에이미 웨일즈 150/2